# Babah Jurong (Kuta Baro)
Babah Jurong is een bestuurslaag in het regentschap Aceh Besar van de provincie Atjeh, Indonesië. Babah Jurong telt 1224 inwoners (volkstelling 2010).